# Grand Prix Hassan II 2017
Grand Prix Hassan II 2017 byl tenisový turnaj pořádaný jako součást mužského okruhu ATP World Tour, který se odehrával v areálu Royal Tennis Club de Marrakech na otevřených antukových dvorcích. Probíhal mezi 4. až 10. dubnem 2017 v marocké Marrákéši jako třicátý třetí ročník turnaje. Představuje jedinou událost ATP Tour pořádanou na africkém kontinentu.
Turnaj s rozpočtem 540 310 eur patřil do kategorie ATP World Tour 250. Nejvýše nasazeným hráčem ve dvouhře se stal dvanáctý tenista světa Grigor Dimitrov z Bulharska, kterého ve druhém kole vyřadil Tommy Robredo. Jako poslední přímý účastník do hlavní singlové soutěže nastoupil 99. francouzský hráč žebříčku Paul-Henri Mathieu.
Premiérový titul na okruhu ATP Tour získal 20letý Chorvat Borna Ćorić, který ve finále odvrátil pět mečbolů. První společnou deblovou trofej vybojoval britsko-chorvatský pár Dominic Inglot a Mate Pavić.

## Rozdělení bodů
| Soutěž  | vítězové | finalisté | semifinalisté | čtvrtfinalisté | 16 v kole | 32 v kole | Q  | Q3 | Q2 | Q1 |
| ------- | -------- | --------- | ------------- | -------------- | --------- | --------- | -- | -- | -- | -- |
| dvouhra | 250      | 150       | 90            | 45             | 20        | 0         | 12 | 6  | 0  | 0  |
| čtyřhra | 250      | 150       | 90            | 45             | 0         | —         | —  | —  | —  | —  |

### Finanční odměny
| Soutěž                              | vítězové | finalisté | semifinalisté | čtvrtfinalisté | 16 v kole | 32 v kole | Q | Q2     | Q1     |
| ----------------------------------- | -------- | --------- | ------------- | -------------- | --------- | --------- | - | ------ | ------ |
| dvouhra                             | €85 945  | €45 265   | €24 520       | €13 970        | €8 230    | €4 875    | — | €2 195 | €1 100 |
| čtyřhra                             | €26 110  | €13 730   | €7 440        | €4 260         | €2 490    | —         | — | —      | —      |
| částka ve čtyřhře je uvedena na pár |          |           |               |                |           |           |   |        |        |

## Mužská dvouhra

### Nasazení
| Stát                         | Hráč                  | ATP | Nasazení |
| ---------------------------- | --------------------- | --- | -------- |
| Bulharsko                    | Grigor Dimitrov       | 12. | 1.       |
| Španělsko                    | Albert Ramos-Viñolas  | 24. | 2.       |
| Německo                      | Philipp Kohlschreiber | 32. | 3.       |
| Německo                      | Mischa Zverev         | 33. | 4.       |
| Itálie                       | Paolo Lorenzi         | 38. | 5.       |
| Francie                      | Benoît Paire          | 40. | 6.       |
| Argentina                    | Diego Schwartzman     | 41. | 7.       |
| Španělsko                    | Marcel Granollers     | 45. | 8.       |
| Žebříček ATP k 3. dubnu 2017 |                       |     |          |

### Jiné formy účasti
Následující hráči obdrželi divokou kartu do hlavní soutěže:
- Amine Ahouda
- Grigor Dimitrov
- Reda El Amrani

Následující hráč využil žebříčkové ochrany:
- Tommy Robredo

Následující hráči postoupili z kvalifikace:
- Taró Daniel
- Laslo Đere
- Gianluigi Quinzi
- Serhij Stachovskyj

Následující hráč postoupil z kvalifikace jako tzv. šťastný poražený:
- Luca Vanni

### Odhlášení
před zahájením turnaje
- Nikoloz Basilašvili (poranění levého hlezna)[1] → nahradil jej  Luca Vanni
- Damir Džumhur → nahradil jej  Paul-Henri Mathieu
- Karen Chačanov → nahradil jej  Radu Albot
- Andrej Kuzněcov → nahradil jej  Guillermo García-López
- Daniil Medveděv → nahradil jej  Jérémy Chardy

### Skrečování
- Federico Delbonis (poranění pravé dolní končetiny)[1]

## Mužská čtyřhra

### Nasazení
| Stát                                                                    | Hráč              | Stát      | Hráč             | ATP | Nasazení |
| ----------------------------------------------------------------------- | ----------------- | --------- | ---------------- | --- | -------- |
| Jižní Afrika                                                            | Raven Klaasen     | USA       | Rajeev Ram       | 23. | 1.       |
| Španělsko                                                               | Marcel Granollers | Španělsko | Marc López       | 33. | 2.       |
| Indie                                                                   | Rohan Bopanna     | Polsko    | Marcin Matkowski | 51. | 3.       |
| Rumunsko                                                                | Florin Mergea     | Pákistán  | Ajsám Kúreší     | 53. | 4.       |
| Žebříček ATP k 3. dubnu 2017; číslo je součtem umístění obou členů páru |                   |           |                  |     |          |

### Jiné formy účasti
Následující páry obdržely divokou kartu do hlavní soutěže:
- Amine Ahouda /  Reda El Amrani
- Yassine Idmbarek /  Mehdi Jdi

### Odhlášení
před zahájením turnaje
- Carlos Berlocq

## Přehled finále

### Mužská dvouhra
- Borna Ćorić vs.  Philipp Kohlschreiber, 5–7, 7–6(7–3), 7–5

### Mužská čtyřhra
- Dominic Inglot /  Mate Pavić vs.  Marcel Granollers /  Marc López, 6–4, 2–6, [11–9]